# 388
| [ Edytuj tabelę ] |                                                        |
| Władca Guptów     | - 375 Ćandragupta II 414                               |
| Władca Korei      | - 384 Kogugyang 391                                    |
| Papież            | - 384 Syrycjusz 399                                    |
| Król Persji       | - 383 Szapur III 388 - 388 Bahram IV 399               |
| Cesarz Rzymu      | - 375 Walentynian II 392 - 379 Teodozjusz I Wielki 395 |
| Król Wandalów     | - 359 Godigisel 406                                    |

Rok 388 / CCCLXXXVIII
stulecia: III wiek ~
IV wiek ~
V wiek

lata: 378 «
383 «
384 «
385 «
386 «
387 «
388
» 389
» 390
» 391
» 392
» 393
» 398

## Wydarzenia
Cesarstwo rzymskie
- Ewagriusz został patriarchą Antiochii.
- Magnus Maksymus podbił Galię i północną Italię.
- W bitwach nad Sawą i Drawą cesarz Teodozjusz zadał klęskę Magnusowi Maksymusowi.

## Zmarli
- 28 sierpnia – Magnus Maksymus, rzymski cesarz-uzurpator (ur. ok. 340)
- data dzienna nieznana:
  - Flawiusz Wiktor, syn Magnusa Maksymusa (ur. ?)
  - Justyna, rzymska cesarzowa, matka Walentyniana II (ur. ?)
  - Paulin z Antiochii, patriarcha Antiochii (ur. ?)
  - Szapur III, król Persji (ur. ?)